# Característiques del Mozilla Firefox
Les característiques del Mozilla Firefox distingeixen aquest navegador web d'altres com l'Internet Explorer. Aquest navegador manca de moltes característiques que es poden trobar en altres, això és per combatre una possible saturació de la interfície i permetre que el navegador ocupi molt poc espai de memòria. Així el Firefox confia en les extensions fetes per desenvolupadors externs per poder suplir aquesta mancança. A causa d'això el navegador té tan sols les característiques que vol l'usuari, que n'ha instal·lat les extensions corresponents.

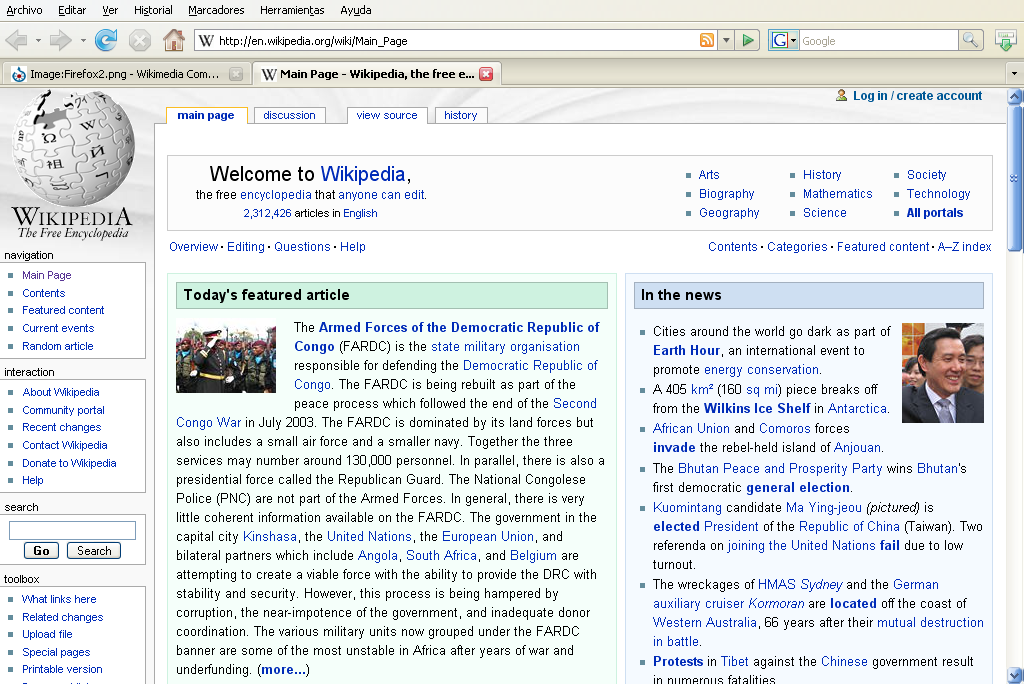
Captura de pantalla del Mozilla Firefox 2.0 a l'Ubuntu

## Suport a les tecnologies web
El Firefox és compatible amb els estàndards web més bàsics com l'HTML, l'XML, l'XHTML, les CSS (amb extensions) el JavaScript, el DOM, el MathML, l'SVG, l'XSLT i l'XPath. La compatibilitat del Firefox amb els estàndards i la seva creixent popularitat va provocar que l'Internet Explorer 7 hagués de portar una millora al seu funcionament amb els estàndards.
Els estàndards web estaven en contradicció amb la conducta de l'Internet Explorer i el Firefox, i altres navegadors, van haver de desenvolupar modes quirk, que imitessin el comportament de l'Internet Explorer per poder renderitzar els estàndards obsolets de l'Internet Explorer 5 o alguns nous introduïts en l'IE 6 i 7. Tanmateix no és completament compatible perquè amb les diferències de renderitzatge, PC World va comprovar que una minoria de pàgines web no funcionaven amb el Firefox, tot i que el mode quirk de l'Internet Explorer 7 tampoc.
CNET va apuntar que el Firefox no suporta els controls de l'ActiveX per defecte, fet que pot provocar que algunes pàgines web perdin funcionalitats o no funcionin correctament. Mozilla va prendre la decisió de no suportar l'ActiveX pels problemes de seguretat que podia portar, la seva naturalesa propietària i la seva indisponibilitat multiplataforma. Hi ha mètodes per utilitzar l'ActiveX en el Firefox a través de connectors de tercers, però no funcionen en totes les versions del Firefox ni en totes les plataformes.
Començant el 8 de desembre de 2006, el Firefox ja supera la prova d'estàndards CSS Acid2.

## Suport multiplataforma
| Sistema operatiu                                          | Sistema operatiu                                          | Darrera versió estable | Estat de la compatibilitat |
| --------------------------------------------------------- | --------------------------------------------------------- | ---------------------- | -------------------------- |
| Linux kernel 2.2.14 i posteriors (amb algunes llibreries) | Linux kernel 2.2.14 i posteriors (amb algunes llibreries) | 4.0                    | 2004–present               |
| Mac OS X                                                  | 10.0 - 10.1                                               | 1.0.8                  | 2004–2006                  |
| Mac OS X                                                  | 10.2 - 10.3                                               | 2.0.0.20               | 2004–2008                  |
| Mac OS X                                                  | 10.4 - 10.5 (PPC)                                         | 3.6.15                 | 2005–present               |
| Mac OS X                                                  | 10.5 (Intel) - 10.6                                       | 4.0                    | 2007–present               |
| Microsoft Windows                                         | 95                                                        | 1.5.0.12               | 2004–2007                  |
| Microsoft Windows                                         | NT 4 / 98 / ME                                            | 2.0.0.20               | 2004–2008                  |
| Microsoft Windows                                         | 2000 / XP / 2003 / Vista / 2008 / 7 / 2008R2              | 4.0                    | 2004–present               |
| OS/2 and eComStation                                      | OS/2 and eComStation                                      | 3.6.8                  | No oficial                 |
| Sun Java Desktop System                                   | Sun Java Desktop System                                   | 1.0.4                  | No oficial                 |
| Solaris (x86 i SPARC)                                     | 8 - 9                                                     | 2.0.0.20               | No oficial                 |
| Solaris 10 iOpenSolaris (x86 i SPARC)                     | Solaris 10 iOpenSolaris (x86 i SPARC)                     | 4.0                    | -                          |

El Mozilla Firefox pot funcionar en diverses plataformes que acostumen a coincidir amb les més utilitzades en el moment del llançament de la versió. El 2004 la versió 1 suportava el Windows 95 i el Mac OS X 10.1, la versió 3 del 2008 requeria com a mínim un Windows XP o un OS X 10.4.
En general, el Firefox pot funcionar en algunes de les seves versions en els següents sistemes:
- Diverses versions del Microsoft Windows incloent el 98, el 98SE, el Me, el NT 4.0, el 2000, l'XP, el Server 2003 i el Vista.
- Mac OS X
- Linux basats en X.Org Server o XFree86

S'han fet algunes versions per a Solaris (x86 i SPARC) amb la col·laboració de Sun Beijing Desktop Team, que estan disponibles al web de Mozilla.
Des que el Firefox és de codi obert i Mozilla desenvolupa un framework independent pel seu aspecte gràfic, el Firefox es pot compilar i fer funcionar en una gran varietat d'infraestructures i sistemes operatius. Així, el Firefox està disponible per a molts sistemes, incloent l'OS/2, l'AIX i el FreeBSD. També hi ha muntatges per al Windows XP Professional x64 Edition.
El Mozilla Firefox també és el navegador escollit per un bon nombre de petits sistemes operatius com l'SkyOS i el ZETA.
El Firefox utilitza el mateix format de perfil en les diferents plataformes, per això un perfil es pot utilitzar en diverses plataformes, si totes les plataformes hi tenen accés; això inclou, per exemple, perfils emmagatzemats en particions NTFS o FAT32 accessibles des de Windows i Linux, o en un dispositius d'emmatgatzematge USB. És especialment últil per a usuaris que utilitzen diferents sistemes, però pot causar alguns problemes, especialment amb les extensions.

## Navegació per pestanyes

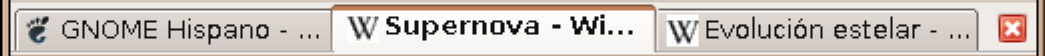
Pestanyes del Firefox.

Firefox suporta la navegació per pestanyes, que permet als usuaris obrir múltiples pàgines a la mateixa finestra. Aquesta característica provenia de la Mozilla Application Suite, que al seu torn l'havia pres de la popular extensió MultiZilla Arxivat 2017-10-14 a Wayback Machine. pel Mozilla. D'aquesta manera les pàgines que s'havien d'obrir en noves finestres ho feien en noves pestanyes. Aquesta característica es va aplicar per primer cop a la versió 1.0, després de les queixes de molts usuaris que migraven a altres navegadors com l'Opera, l'Avant Browser o el Maxthon. Per aquestes raons abans de la versió 1.0 molts usuaris utilitzaven extensions com Tabbrowser Preferences Arxivat 2007-04-07 a Wayback Machine. o Tabbrowser Extensions per solucionar els problemes.
El Firefox també permet que a la pàgina d'inici (en anglès "homepage") en comptes de ser una única web en siguin més d'una que s'obren a la vegada en diferents pestanyes quan s'engega el navegador.
El Firefox 2 incorporà més característiques a la navegació per pestanyes, permetent recuperar la darrera pestanya tancada i desar les pestanyes obertes en tancar el navegador.

## Bloquejador de finestres emergents
El Firefox també inclou un bloquejador de finestres emergents que es pot personalitzar. Aquesta característica s'inclou des de les versions beta del navegador, i va ser una característica per la qual molta gent va migrar al navegador lliure, ja que l'Internet Explorer 6 no incorporava aquesta característica. Això bloca, per defecte, totes les finestres emergents de totes les planes web, però es pot configurar per permetre obrir finestres emergents de certes pàgines web. Si així ho vol l'usuari també es pot permetre els pop-ups de totes les planes web.
Al fer clic sobre un enllaç amb JavaScript que fa que s'obri una nova finestra es desplega una barra de color groc a la part superior de la pàgina, així l'usuari editant-ne la configuració podrà veure l'URL de la pàgina que s'havia d'obrir i fàcilment pot permetre el pop-up.

## Gestor de descàrregues
També hi ha inclòs un gestor de descàrregues. Les descàrregues es poden obrir directament depenent del tipus de fitxer o desar-les al disc. Per defecte, el Firefox descarrega tots els fitxers a l'escriptori en els Windows i en els Mac, o en directori d'usuari en un Linux; però això es pot configurar perquè ho faci a una localització específica. Actualment el gestor de descàrregues no permet tancar el navegador per continuar les descàrregues més tard. Un avantatge del gestor de descàrregues del Firefox és que permet a l'usuari veure l'adreça completa des d'on es descarrega l'arxiu, característica que no hi és present a l'Internet Explorer, en el qual tan sols es veu el nom de l'arxiu i el domini de la font.
Quan es va incorporar el gestor de descàrregues, cap a la versió 0.8, un bon nombre d'usuaris es va queixar i demanaven mantenir el sistema de finestres individuals per descàrrega, similar al d'Internet Explorer. Al principi hi va haver molt d'interès per extensions que solucionessin aquest fet, però ràpidament aquestes queixes es van anar apagant.

## Adreces d'interès vives
Fent servir el format RSS o Atom de feeds, les "Adreces d'interès vives" (o Live Bookmarks, en anglès), són una altra característica del Firefox, que permeten que les adreces d'interès canviïn dinàmicament a mesura que van sortint noves notícies. Aquesta característica es va incloure per primera vegada a la versió 1.0 PR, va rebre dures crítiques que deien que el Firefox estava començant a incorporar característiques no escencials i això convertiria el navegador en un programa igual que a la Suite Mozilla.
En comptes de presentar les notícies com si fos un lector de feeds, permet veure -les en temps real amb un enllaç a les adreces d'interès. S'actualitzen automàticament, no obstant no hi ha opcions per controlar com s'actualitzen.

## Altres característiques

### Cerca mentre s'escriu

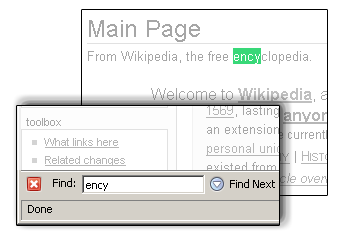
Captura de pantalla de la Cerca mentre s'escriu..

El Firefox també té cerca incremental, coneguda com a "cerca mentre s'escriu", que s'obre amb la drecera de teclat Ctrl+F o Edita i Cerca. Amb aquesta funcionalitat, l'usuari pot anar escrivint una paraula mentre està veient una pàgina i el Firefox automàticament cerca la primera paraula coincident que apareix i la subratlla amb color. A mesura que l'usuari va escrivint més caràcters o paraules, el Firefox redefineix la cerca. Si no pot trobar cap coincidència a la pàgina, la barra de cerca passa a ser de color vermell. Amb la drecera de teclat Ctrl+G es pot accedir a la següent coincidència de la pàgina.
Amb la barra (/) es pot obrir la cerca ràpida, una funcionalitat semblant però que no té controls i que no es pot manipular amb el ratolí. Es controla tot amb el teclat i per anar saltant entre les coincidències s'ha de prémer la tecla enter. Hi ha una versió especial de la cerca ràpida que el que fas és cercar coincidències només en els enllaços, es pot obrir amb la tecla de l'apòstrof (').

### Cercador web MyCroft
Hi ha incorporada la funcionalitat de cerca al web de Mycroft amb els cercadors per defecte del Google i el Yahoo! i altres depenent de la llengua en què es trobi el Firefox. Els cercadors són extensibles de manera que s'hi pot instal·lar un cercador de la Viquipèdia, de l'eBay, del YouTube, etc.

## Complements
Hi ha tres tipus dels anomenats complements pel Firefox: extensions (per a afegir alguna funcionalitat extra), temes (per a modificar l'aparença del navegador), i plugins (per veure contingut web addicional). Aquests add-ons pel Firefox es poden aconseguir des del web d'extensions oficial del Firefox o des d'altres fonts.

### Extensions
Els usuaris del Firefox poden afegir característiques i funcionalitats al navegador instal·lant-hi extensions. Les funcions de les extensions són d'allò més variades.
Moltes característiques que els usuaris voldrien al Firefox no hi són incloses però es poden trobar com a extensions., la majoria de les funcionalitats de la Suite Mozilla, com un xat IRC (ChatZilla) i el calendari s'han recreat pel Firefox com a extensions. El que permeten algunes extensions a vegades s'inclou al codi final del navegador, per exemple MultiZilla era una extensió que permetia navegar en pestanyes quan Mozilla encara no permetia aquesta opció.
Mentre les extensions permeten un alt nivell de personalització, PC World va fer notar les dificultats que té un usuari casual d'haver de cercar l'extensió i instal·lar-la, quan aquella característica podria estar instal·lada per defecte.
La majoria d'extensions no les ha creat ni n'ofereix suport Mozilla. Com que les extensions tenen els mateixos drets que el Firefox per accedir al sistema de l'usuari és possible crear extensions malicioses. Per solucionat això Mozilla té obert un repositori d'extensions que han estat testejades per voluntaris que afirmen que no conté programari maliciós. Com que aquestes extensions són programades majoritàriament per terceres persones, no tenen el mateix nivell de testeig que els productes de Mozilla i algunes tenen errors o vulnerabilitats.

### Temes
El Firefox disposa, a més, d'una gran varietat de temes per canviar-li l'aspecte. Són paquets amb CSS i imatges.
Des de la versió 3.6 també hi ha disponibles els Personas, un tipus de temes més lleugers que l'únic que fan és canviar la imatge de fons de les barres del navegador.

### Diccionaris
Els diccionaris serveixen per tenir un corrector ortogràfic a les caixes d'edició de text.

### Connectors
El Firefox és compatible amb els connectors basat en el Netscape Plugin Application Program Interface (NPAPI); l'Opera i l'Internet Explorer (del 3 al 5) també són compatibles amb el NPAPI.
El 30 de juny del 2004 la Fundació Mozilla, amb la col·laboració d'Adobe, Apple, Macromedia, Opera i Sun Microsystems, va anunciar una sèrie de canvis als connectors dels navegadors web amb una nova API.
Des del Firefox 1.5 incorpora suport a Java,
que permet els usuaris de Mac OS X executar miniaplicacions amb les darreres versions de Java (el programari de Java per defecte d'Apple no és compatible amb cap navegador que no sigui el Safari).

### Personalització
A part dels complements, el Firefox té eines de personalització addicionals:
- La posició de les barres d'eines i la interfície es poden modificar.
- Es poden utilitzar fulls d'estil per modificar la visualització de les pàgines i de la interfície del Firefox.

Moltes opcions que modifiquen el comportament intern del Firefox no són accessibles de la manera convencional però poden ser modificats a través de la interfície de la pàgina about:config.